# Stephen G. Brush
Stephen George Brush (Bangor, 12 de febrero de 1935) es un académico estadounidense especializado en el campo de la historia de la ciencia cuya carrera abarcó finales del siglo XX y principios del XXI. Su investigación dio como resultado cientos de artículos de revistas y más de una docena de libros.

## Biografía

### Primeros años
Nació en Bangor, Maine, y estudió física y química en la Universidad de Harvard, obteniendo una licenciatura en física a la edad de 20 años en 1955. Fue seleccionado como Rhodes Scholar y obtuvo su doctorado en filosofía (D.Phil.) en física teórica por la Universidad de Oxford en 1958. Fue becario postdoctoral de la Fundación Nacional de Ciencias en el Imperial College London de 1958 a 1959.

### Carrera
Trabajó como físico en el Laboratorio Nacional Lawrence Livermore el área de mecánica estadística y física del plasma durante seis años. En 1965 regresó a Nueva Inglaterra, como profesor de física en la Universidad de Harvard. Allí participó en el desarrollo de un plan de estudios de física para la escuela secundaria llamado Harvard Project Physics, que utilizaba historias de la historia de la física para involucrar a los estudiantes.
En 1968, aceptó un nombramiento permanente en la facultad de historia de la ciencia en la Universidad de Maryland. Ocupó un cargo conjunto único en el departamento de Historia y en el Instituto de Ciencia y Tecnología Físicas, y recibió el reconocimiento como profesor-académico distinguido (1980-1981) y profesor universitario distinguido (1995). Se retiró de la Universidad de Maryland en 2007 después de 39 años. Al jubilarse ostentaba el rango de profesor titular, con el título de profesor distinguido de historia de la ciencia.
Participó activamente en el servicio universitario durante su carrera en la Universidad de Maryland, incluido el cargo de presidente del capítulo del campus de la Asociación Estadounidense de Profesores Universitarios (1979-1980), presidente del consejo de facultad (1982-1983), elegido para representar el senado universitario del departamento de historia del campus (1991). También presidió el comité de relaciones humanas del senado (1991-1992, 1993-1994, 2004-2005). Tenía un interés particular en la historia de la física y fue el fundador y ex coeditor del History of Physics Newsletter de la Sociedad Estadounidense de Física. Fue muy activo en organizaciones profesionales de física e historia de la ciencia, y sirvió como presidente de la Sociedad Internacional de Historia de la Ciencia de 1990 a 1991.
Desde 2013, figura en el Consejo Asesor del Centro Nacional para la Educación Científica.

### Vida personal
Estuvo casado con Phyllis Brush durante 55 años hasta el fallecimiento de ella. Ambos tienen dos hijos y dos nietos.

## Premios y honores
En 1977, se convirtió en miembro de la Sociedad Estadounidense de Física y en 1981 fue elegido miembro de la Asociación Estadounidense para el Avance de la Ciencia. Recibió el premio Pfizer de 1977 de la Sociedad de Historia de la Ciencia al mejor libro sobre historia de la ciencia por su libro de 1976, The Kind of Motion We Call Heat.
En 2009, recibió el Premio Abraham País de Historia de la Ciencia otorgado por la Sociedad Estadounidense de Física. Fue orador de graduación en la graduación de la Universidad de Ciencias de 2015, en la que también recibió un título honorífico.

## Publicaciones seleccionadas

### Mecánica estadística
- The Kind of Motion We Call Heat – A History of the Kinetic Theory of Gases in the 19th Century. North Holland 1976, 2 volumes, ISBN 978-0-444-11011-4
- Statistical Physics and the Atomic Theory of Matter from Boyle and Newton to Landau and Onsager. Princeton University Press, 1983, ISBN 978-0-7837-0247-6
- The Kinetic Theory of Gases – An Anthology of Classical Papers with Commentary. Imperial College Press 2003, ISBN 978-1-86094-347-8
- With Elizabeth Garber & C. W. F. Everitt: Maxwell on Molecules and Gases. MIT Press 1986, ISBN 978-0-262-07094-2
- With Elizabeth Garber & C. W. F. Everitt: Maxwell on Heat and Statistical Mechanics: on Avoiding All “Personal Inquiries“ of Molecules. Lehigh University Press 1995, ISBN 978-0-585-31166-1

### Geofísica
- Volume 1: Nebulous Earth: the origin of the solar system and the core of the Earth from Laplace to Jeffreys, ISBN 0-521-44171-4
- Volume 2: Transmuted Past: the age of the Earth and the evolution of the elements from Lyell to Patterson, ISBN 0-521-55213-3
- Volume 3: Fruitful Encounters: the origin of the solar system and of the moon from Chamberlin to Apollo, ISBN 0-521-55214-1
- With Helmut Landsberg: History of Geophysics and Meteorology – an annotated bibliography. Garland Publishing, 1985, ISBN 978-0-8240-9116-3
- "How Cosmology Became a Science" Scientific American, Vol. 267, No. 2, pp. 62–71, August 1992. (Retrieved August 19, 2020, from http://www.jstor.org/stable/24939177)
- With C. S. Gillmor: Geophysics. In: Brown, Pais, Pippard (Editors): Twentieth Century Physics. 3 vol. IOP Publishing, 1995, ISBN 978-1-56396-048-2

### Historia de la ciencia
- The Temperature of History: Phases of Science and Culture in the Nineteenth Century. Burt Franklin Publisher, New York 1978, ISBN 978-0-89102-073-8
- Editor: Maxwell on Saturn's Rings. Maxwells Unpublished Manuscripts and Letters on the Stability of Saturn’s Rings. MIT Press 1983, ISBN 978-0-262-13190-2
- With Lanfranco Belloni: The History of Modern Physics. An Annotated Bibliography. Garland Publishing, New York 1983, ISBN 978-0-8240-9117-0
- Editor: History of Physics. Selected Reprints. American Association of Physics Teachers, College Park 1988, ISBN 978-0-917853-29-6
- With Gerald Holton: Introduction to Concepts and Theories in the Physical Sciences. 3rd edition, Princeton University Press 1985, ISBN 978-0-201-02971-0
- The History of Modern Science. A Guide to the Second Scientific Revolution 1800–1950. Iowa State University Press 1988, ISBN 978-0-8138-0883-3
- With Gerald Holton: Physics, the Human Adventure: from Copernicus to Einstein and beyond. Rutgers University Press 2001, ISBN 0-8135-2908-5
- Choosing Selection: the revival of natural selection in Anglo-American evolutionary biology, 1930–1970. American Philosophical Society, 2009, ISBN 978-1-60618-993-1
- With Ariel Segal: Making 20th Century Science: How Theories Became Knowledge. Oxford University Press, 2015, ISBN 978-0-19-997815-1